# Грумо Апула
Гру̀мо А̀пула (на италиански: Grumo Appula, на местен диалект Greume, Греуме) е град и община в Южна Италия, провинция Бари, регион Пулия. Разположен е на 181 m надморска височина. Населението на общината е 13 145 души (към 2010 г.).